# 마르티나 에르틀
마르티나 마리아 에르틀(독일어: Martina Maria Ertl, 1973년 9월 12일~)은 독일의 전직 알파인 스키 선수이다. 올림픽에 5회 참가했으며 1994년 동계 올림픽 여자 대회전은메달, 1998년 동계 올림픽 여자 복합 은메달, 2002년 동계 올림픽 여자 복합 동메달을 획득했다. 또한 세계 선수권 대회에서 금메달 2개, 동메달 2개를 획득했고 월드컵에서 여자 종합 준우승 1회 달성했다.

## 개인사
남동생인 안드레아스 에르틀 또한 독일 알파인 스키 국가대표 선수로 활동했다.
2005년 6월 18일 트라이애슬론 선수 출신 스포츠 용품 전문점 운영자인 스벤 렌츠(독일어: Sven Renz)와 결혼했으며 현역 은퇴 후에는 부부와 함께 뮌헨에서 운동 용품점을 경영했다. 이후 2020년에 남편과 이혼했다.